# Cabañas de Polendos
Cabañas de Polendos es un municipio y localidad española de la provincia de Segovia, en la comunidad autónoma de Castilla y León. El término municipal, en el que se encuentra también el núcleo de Mata de Quintanar, tiene una población de 199 habitantes (INE 2024).

## Geografía
| Noroeste: Escobar de Polendos  | Norte: Escobar de Polendos | Noreste: Torreiglesias        |
| Oeste: Cantimpalos, Encinillas |                            | Este: Adrada de Pirón, Brieva |
| Suroeste: Valseca              | Sur: Bernuy de Porreros    | Sureste: Espirdo              |

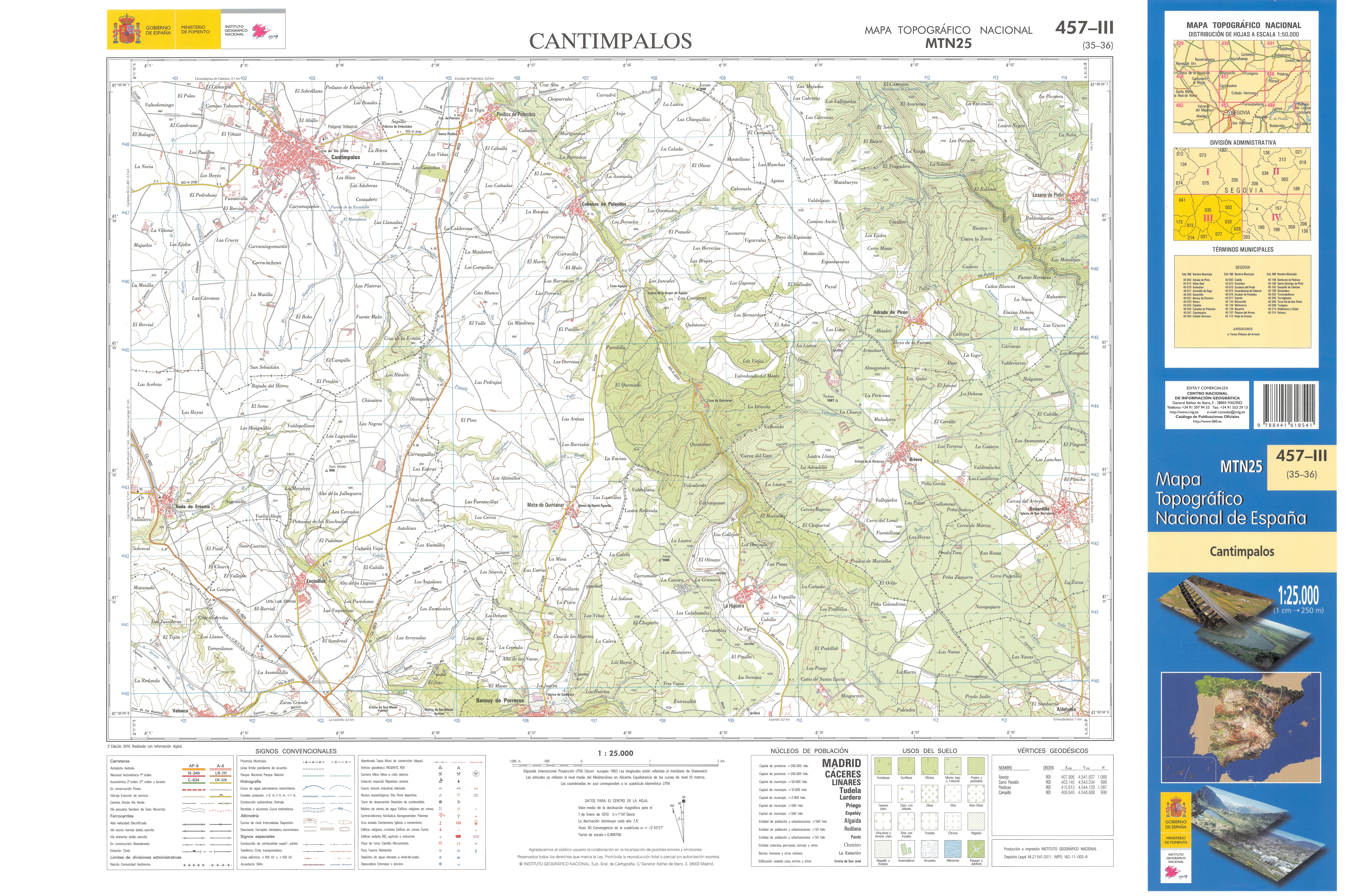
Fragmento de la hoja 457 del Mapa Topográfico Nacional de España de 2010 en el que se representa Cabañas de Polendos

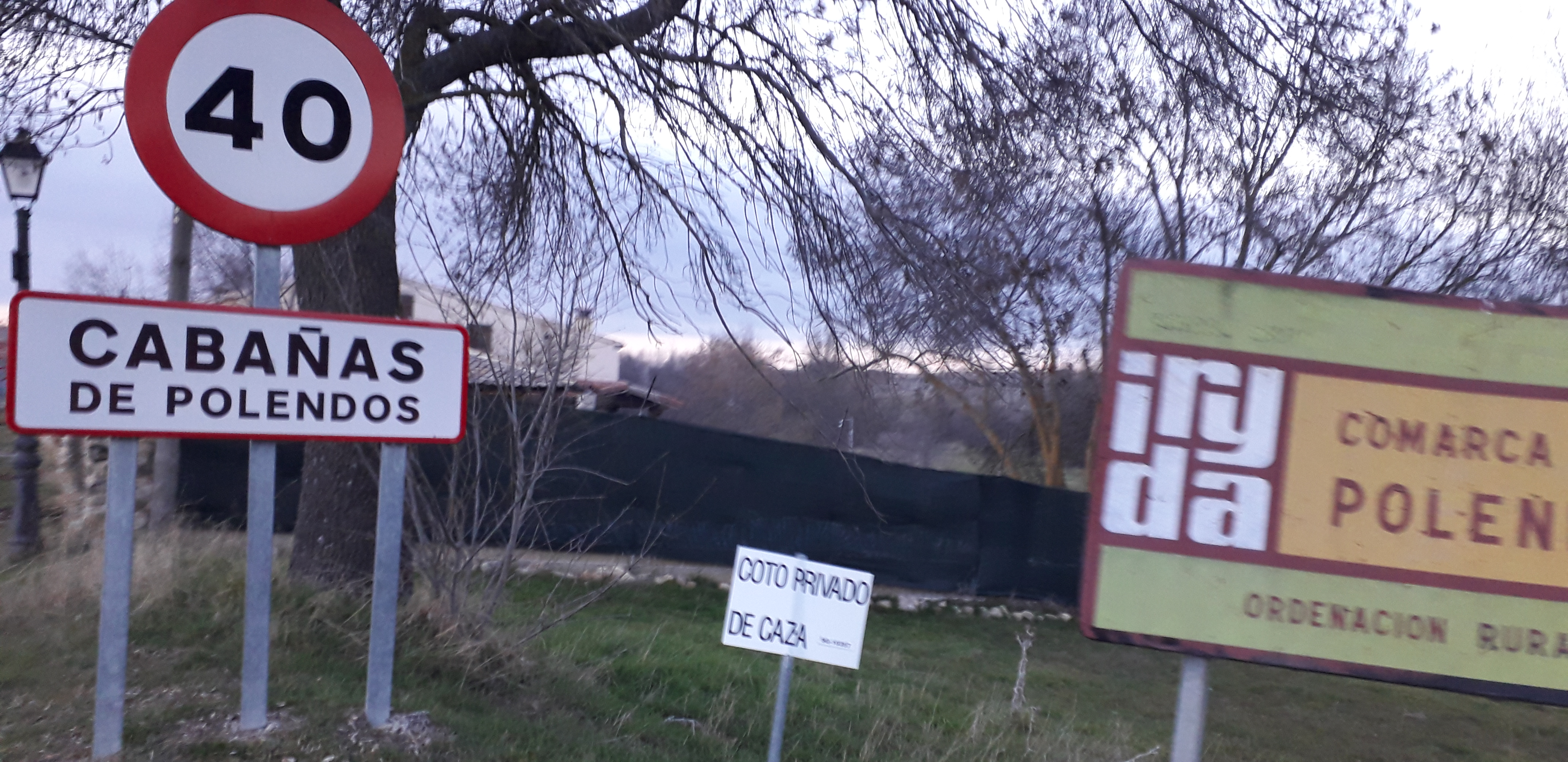
Señales de entrada a Cabañas de Polendos

Dentro del término municipal se encuentra la población de Mata de Quintanar con 98 habitantes en 2023 y los despoblados de Quintanar de Polendos, Tel Tellez y Agejas, del que quedan las ruinas de la ermita románica incluida en la Lista roja de patrimonio en peligro.

## Historia
De fundación medieval integrándose en el Sexmo de Cabezas de la Comunidad de Ciudad y Terra de Segovia, se cita por primera vez en los archivos del Archivo Catedralicio de Segovia en 1247 como Cabannas.
En 1828 la población contaba, según el Diccionario geográfico-estadístico de España y Portugal de Sebastián Miñano, con unos 82 habitantes. Hacia mediados del siglo XIX, el lugar tenía contabilizada una población de 83 habitantes. Aparece descrito en el quinto volumen del Diccionario geográfico-estadístico-histórico de España y sus posesiones de Ultramar de Pascual Madoz de la siguiente manera:

CABAÑAS: l. con ayunt. de la prov., part. jud., adm. de rent. y dióc. de Segovia (2 1/2 leg ), aud. terr. y c. g. de Madrid (16 1/2): sit. en una hondonada; le combaten poco los vientos y su clima es propenso á tercianas; tiene 28 casas, una fuente de buen agua, escuela de instruccion primaria comun á ambos sexos, á cargo de un maestro, con la dotacion de 16 á 18 fan. de trigo, satisfechas por los padres de los alumnos y una igl. parr. (San Lorenzo Mártir), servida por un párroco cuyo curato es de entrada y de provision real y ordinaria; hay un oratorio con culto, propio del Sr. marqués de Quintanar: confina el térm. N. Peñasrubias; E. desp. de Agejas; S. Mata de Quintanar, y O. Pinillos de Polendos: se estiende 3/4 de leg. por N. y S. y 1/4 por E. y O. El terreno es de mediana calidad y comprende la parte roturada 1,200 obradas sembradas anualmente; 150 de primera calidad, 300 de segunda y las restantes de tercera; hay algunos pequeños huertecillos para legumbres, y varios árboles. Por la parte N. y como á 150 pasos de la pobl., pasa un arroyo llamado Polendos, cuyas aguas dan impulso á las ruedas de un molino harinero. caminos: los de pueblo á pueblo, de herradura y en mal estado: el correo se recibe sin dia señalado. prod.: trigo, cebada, centeno, algarrobas y garbanzos; mantiene ganado lanar, vacuno y mular. ind.: agricultura. comercio: esportacion de los frutos sobrantes. pobl.: 21 vec., 83 alm. cap. imp.: 55,980 rs. contr.: segun el cálculo general de la prov. 20'72 por 100. El presupuesto municipal asciende á 446 rs. y se cubre por reparto vecinal.
(Madoz, 1846, p. 19)

El vecino municipio independiente de Mata de Quintanar pasó a ser una localidad anejada de Cabañas en 1857. Previamente habría ocurrido lo mismo pocon el hoy despoblado de Agejas, que se vació en tiempos de la primera guerra carlista «por las molestias que les ocasionaba (a los vecinos) el continuo paso de tropas».
Hasta la reforma de la nomenclatura municipal de 1916 el municipio se llamaba simplemente Cabañas. En dicha fecha su nombre fue modificado por el de Cabañas de Polendos.

## Demografía
Cuenta con una población de 199 habitantes (INE 2024).
| Gráfica de evolución demográfica de Cabañas de Polendos entre 1842 y 2021 |
| |
| Población de derecho según los censos de población del INE Población de hecho según los censos de población del INEEn estos censos se denominaba Cabañas: 1842, 1857, 1860, 1877, 1887, 1897, 1900 y 1910 Entre el censo de 1857 y el anterior, crece el término del municipio porque se le incorpora Mata de Quintanar |

## Administración y política
| Periodo   | Nombre                      | Partido       |
| --------- | --------------------------- | ------------- |

Distribución del Ayuntamiento tras las elecciones municipales de 2023

| 1979-1983 | José Félix Casado Medialdea | UCD           |
| 1983-1987 | Benigno Garrido Vírseda     | PSOE          |
| 1987-1991 | Emilio García Gómez         | Independiente |
| 1991-1995 | Mariano de Andrés Segovia   | PSOE          |
| 1995-1999 | Emilio García Gómez         | IU            |
| 1999-2003 | Rafael Arranz Herrero       | PSOE          |
| 2003-2007 | Rafael Arranz Herrero       | PSOE          |
| 2007-2011 | Aránzazu Cardiel Pascual    | LV            |
| 2011-2015 | Aránzazu Cardiel Pascual    | LV E-V        |
| 2015-2019 | Javier Gómez Valle          | UPyD          |
| 2019-2023 | Javier Gómez Valle          | Centrados     |
| 2023-act. | Javier Gómez Valle          | PCM           |

## Transporte

### Autobuses
Cabañas de Polendos forma parte de la red de transporte Metropolitano de Segovia que va recorriendo los distintos pueblos de la provincia.
| Línea | Trayecto                                                                      |
| ----- | ----------------------------------------------------------------------------- |
| M3    | Cabañas de Polendos - Segovia (por Bernuy de Porreros y la Mata de Quintanar) |

## Patrimonio

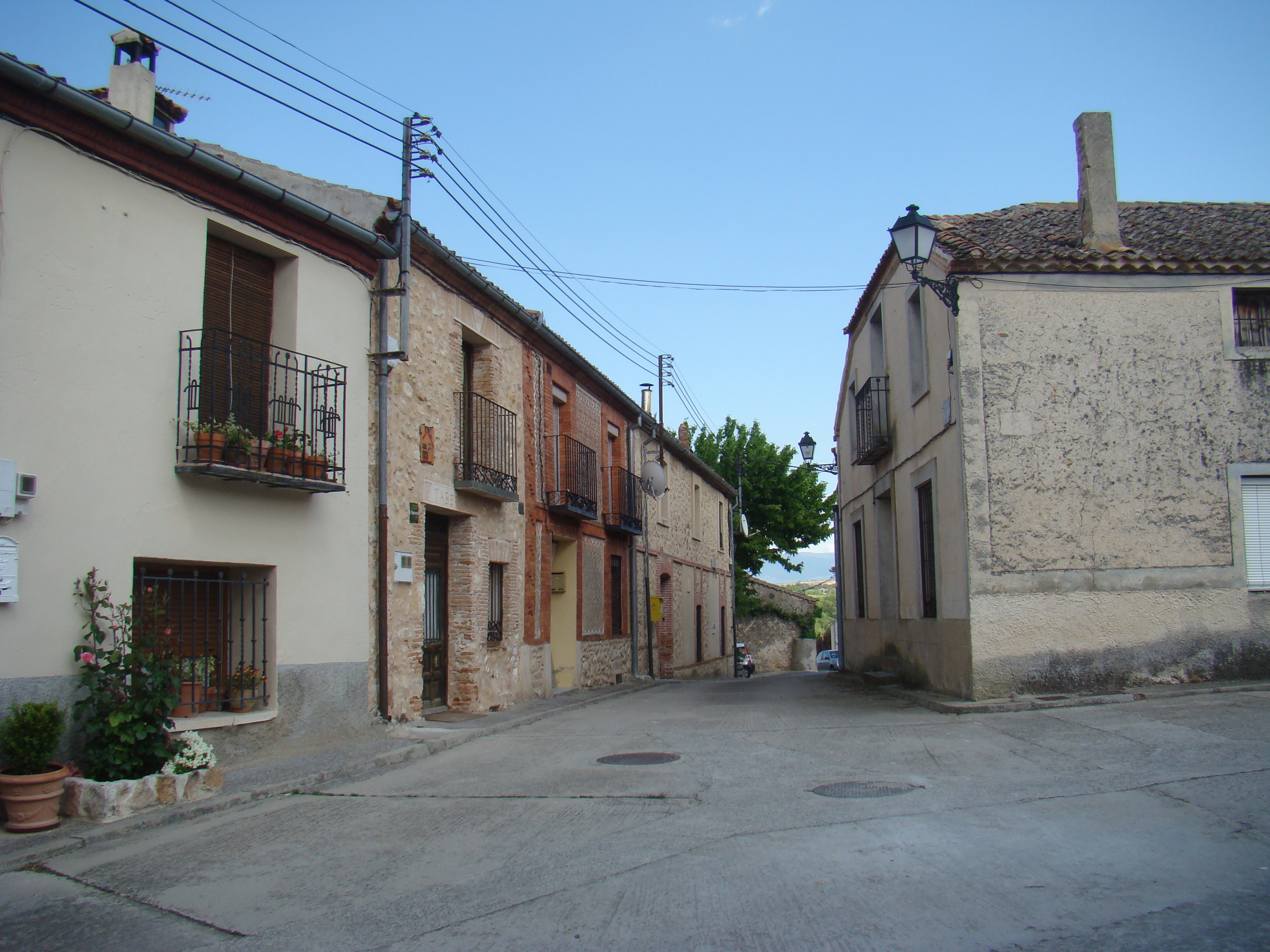
Vista de una de sus calles

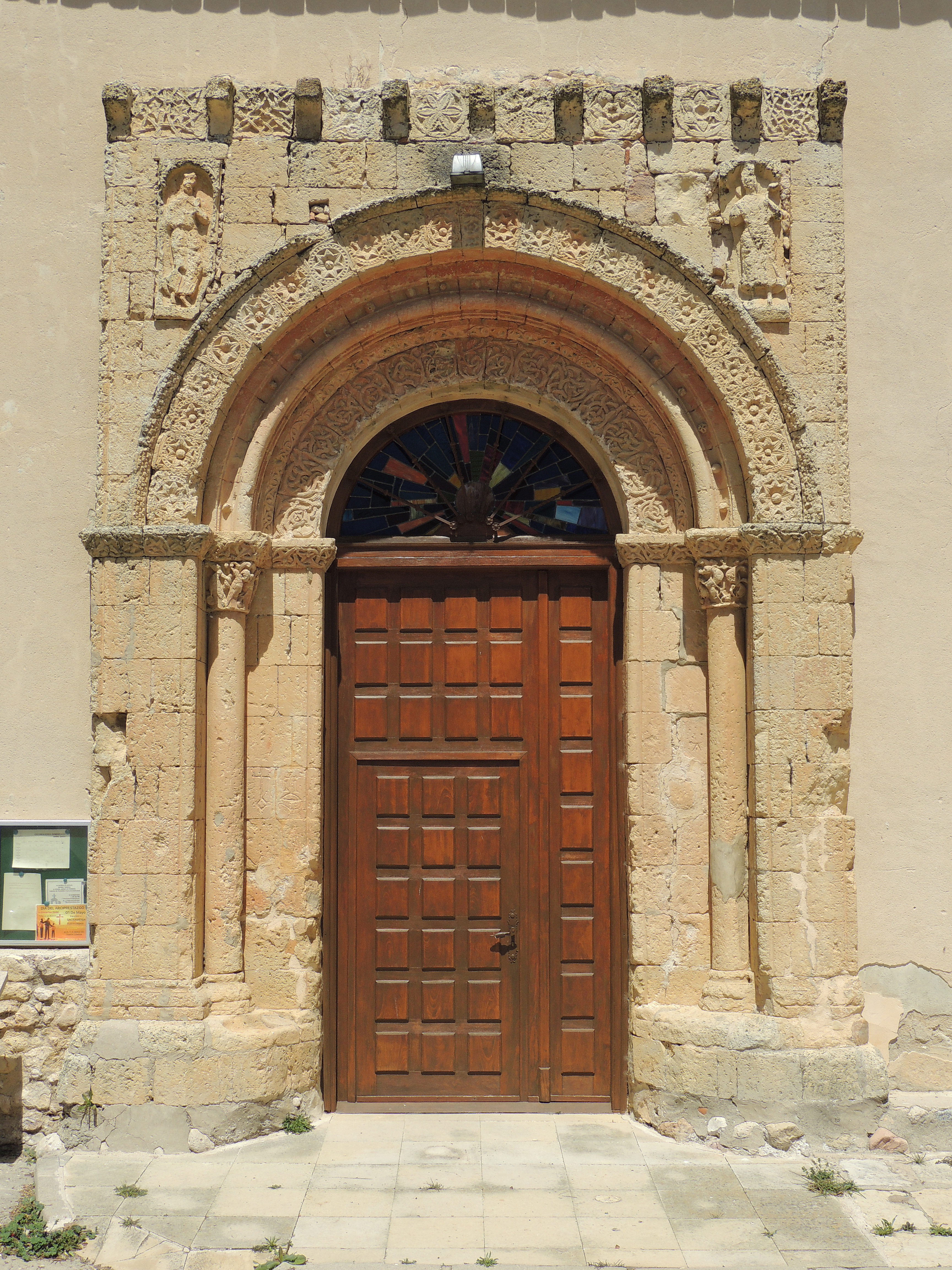
Portada de la iglesia de San Lorenzo

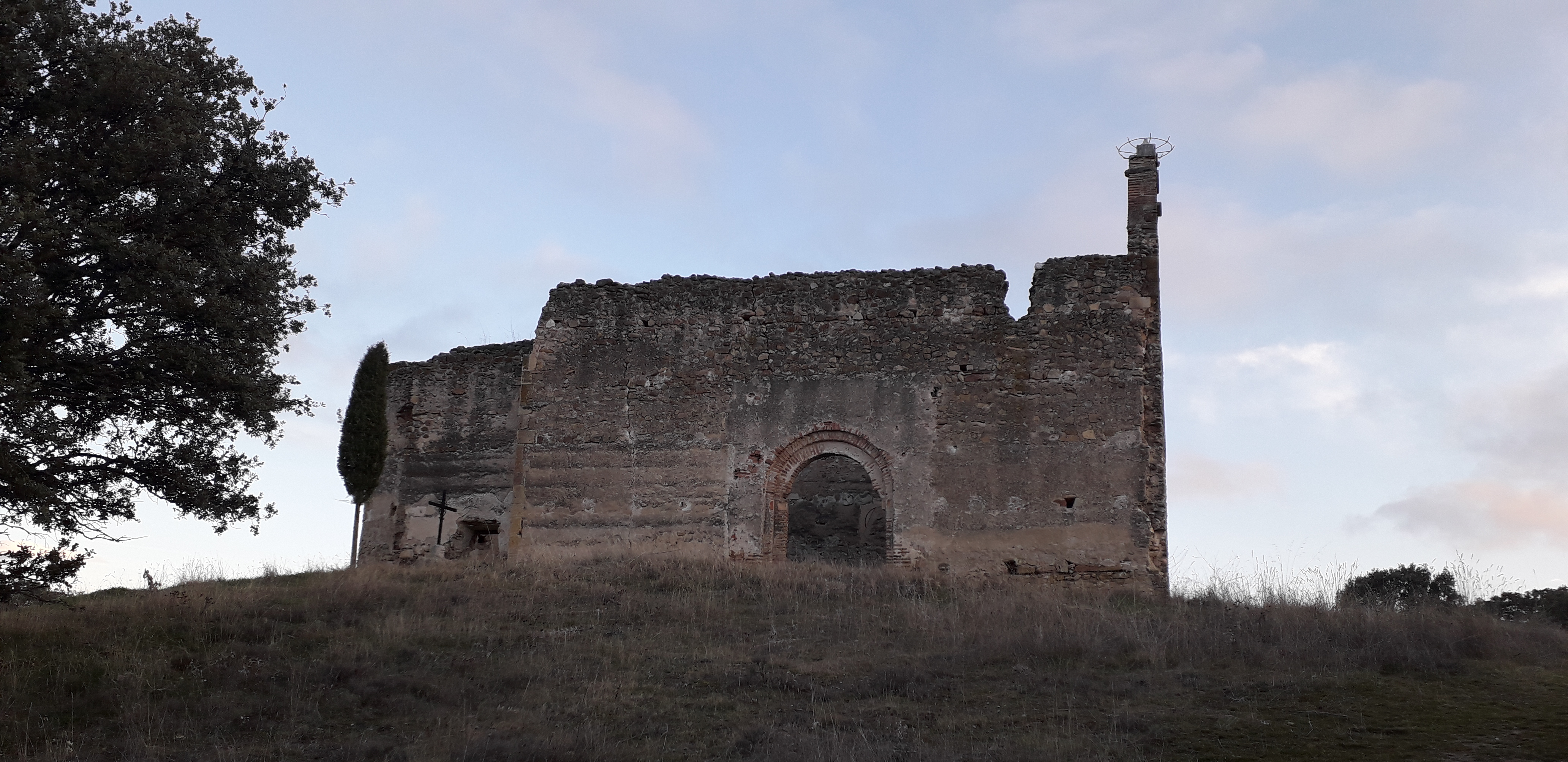
Restos de la ermita de Agejas

- Complejo Artesanal de Las Caravas, con más de 12 talleres artesanos que abren sus puertas al público todos los primeros fines de semana de cada mes.
- Iglesia de San Lorenzo Mártir.
- Arquitectura popular.
- Restos de la ermita románica de Agejas con restos de pinturas en su interior, esta entró a formar parte el 4 de diciembre de 2023 de la Lista roja de patrimonio en peligro por riesgo de desaparición y olvido institucional.[1]
- Paraje natural del sabinar.[3]

## Fiestas
- San Gregorio, el 9 de mayo;
- San Lorenzo, el 10 de agosto;
- San Roque, el 16 de agosto.